# Resit Schuurman
Resit Schuurman est un footballeur néerlandais né le 31 mars 1979 à Deventer.

## Carrière
- 1997-2001 : Go Ahead Eagles  Pays-Bas
- 2001-2004 : NEC Nimègue  Pays-Bas
- 2004-2007 : FC Twente  Pays-Bas
- 2007-2009 : De Graafschap  Pays-Bas
- 2009-2011 : Heracles Almelo  Pays-Bas
- 2011-2013 : Go Ahead Eagles  Pays-Bas[1],[2]

## Palmarès
Vierge